# Le Saut du diable 2 : Le Sentier des loups
Série
Le Saut du diable
(2021)
Pour plus de détails, voir Fiche technique et Distribution.
Le Saut du diable 2 : Le Sentier des loups est un téléfilm français en deux parties réalisé par Julien Seri, diffusé en 2022.
Il s'agit de la suite du téléfilm Le Saut du diable (2021).

## Fiche technique
Sauf indication contraire, les informations mentionnées dans cette section peuvent être confirmées par les bases de données cinématographiques IMDb et Allociné,  présentes dans la section « Liens externes ».
- Titre  : Le Saut du diable 2 : Le Sentier des loups
- Réalisation : Julien Seri
- Scénario : Anastasia Heinzl et Tigran Rosine
- Musique : Sacha Chaban
- Décors : Michel Éric
- Costumes : Térésa Kurys
- Photographie : Michel Taburiaux
- Son : Alexandre Andrillon
- Montage : Claude-France Husson
- Production : Iris Strauss
- Coproduction : Philippe Bas
- Sociétés de production : CPB Films et Yellow Butterfly
- Société de distribution : TF1 Distribution
- Pays de production :  France
- Langue originale : français
- Format : couleur - 2,35:1
- Genre : action, drame, thriller
- Durée : 90 minutes
- Dates de diffusion :
  - Belgique : 1er novembre 2022 sur RTL TVI[1]
  - Suisse romande : 1er novembre 2022 sur RTS Un[2]
  - France : 7 novembre 2022 sur TF1

## Distribution
- Philippe Bas : Paul Vilar
- Maïra Schmitt : Sara Vilar
- Benjamin Baroche : Mathias Caron
- Sara Mortensen : la sergente Gabrielle Martinot
- Robin Migné : Amaury Caron
- Édouard Montoute : le major Petit
- Denis Braccini : Antoine Vilar
- Jérôme Anger : le colonel Fournier
- Karim Belkhadra : le général Brunet
- Lorette Nyssen : Nadia
- Zoé Héran : Léonie
- Scotty Bernard : Wilson
- Jean-Stan Du Pac : Hugo
- Olivia Courbis : Scorpion
- Thitsady Voravong : Tao

## Production

### Attribution des rôles
En mai 2022, on apprend que Philippe Bas et Maïra Schmitt reprennent leur rôle pour la suite du Saut du diable, ainsi que Benjamin Baroche se joint à l'équipe pour interpréter le rôle de Mathias Caron et, en juin 2022, que Candice Pascal fait partie du tournage dans le rôle de la sergente Gabrielle Martinot.

### Tournage
En mai 2022, Benjamin Baroche révèle, dans un entretien, que le tournage « devrait se faire au mois de juin » et, précisément, commence le 13 juin,, dans la région de Provence-Alpes-Côte d'Azur, dont le Colorado provençal et près d'Aix-en-Provence. Il a également lieu à la base aérienne 701 Salon-de-Provence pour les « scènes en extérieur, dans les bâtiments de commandement, les hangars, sur les pistes, ainsi que dans un Noratlas » pendant dix jours.
Lieux de tournage
- Bouches-du-Rhône
  - Aix-en-Provence : carrières de Bibémus
  - Marseille : cimetière militaire de Mazargues
  - Salon-de-Provence : Base aérienne 701
  - Auriol
  - Gémenos
  - Vitrolles
- Var
  - Plan-d'Aups-Sainte-Baume
  - Parc naturel régional de la Sainte-Baume
- Liste de films tournés dans le département de Vaucluse
  - Gargas

## Accueil

### Diffusions
Ce téléfilm diffuse en deux parties le 1er novembre 2022 sur RTL TVI en Belgique et sur RTS Un en Suisse romande, puis le 7 novembre sur TF1 en France.

### Audience
En France, , les deux parties comptent 3,78 millions de téléspectateurs, soit une part de marché de 16,8 %, derrière L'amour est dans le pré (M6) qui est à la première place avec 4,39 millions de téléspectateurs (19,3 %).

### Critiques
Michel Valentin du Parisien assure que « les prises de vues en extérieur, qu’elles soient dans des grottes ou sur l’eau, sont splendides. Avec cette fuite filmée parfois au ras du sol, une mercenaire tatouée d’un scorpion à la gâchette facile, une Grande Muette qui fabrique des démons vengeurs, cette fiction prend des airs de thriller bien ficelé ».
Pour Yohav Oremiatzki du Télérama qui grommelle, précisant que c'est « un Rambo sentimental bardé du style d’un Chuck Norris, avec les images de Thalassa. Navrant… ».